# (7393) Luginbuhl
(7393) Luginbuhl (1984 SL3) – planetoida z pasa głównego asteroid okrążająca Słońce w ciągu 3,36 lat w średniej odległości 2,24 j.a. Odkryta 28 września 1984 roku.